# Maria Tsiartsiani
Maria Tsiartsiani [ gr. Μαρία Τσιαρτσανη ] (ur. 21 października 1980 roku w Salonikach) – grecka siatkarka plażowa, uczestniczka letnich igrzysk olimpijskich w Londynie i Pekinie.

## Kariera

### Sukcesy
| Rok  | Zawody               | Miasto              | Miejsce |
| ---- | -------------------- | ------------------- | ------- |
| 2004 | Mistrzostwa Europy   | Timmendorfer Strand | 9       |
| 2005 | Puchar Świata        | Berlin              | 10      |
| 2008 | Igrzyska Olimpijskie | Pekin               | 9       |
| 2009 | Mistrzostwa Świata   | Stavander           | brak    |
| 2011 | World Tour           | Haga                | 5       |
| 2012 | Igrzyska Olimpijskie | Londyn              | brak    |

### Partnerki
W latach 2003–2004 jej partnerką była Ekaterini Nikolaidou. Od 2005 do 2008 grała wraz z Efthalią Koutroumanidou, a w latach 2009–2012, 2014–2015 z Wasiliki Arwaniti.

## Prywatnie
Jej mężem jest niemiecki siatkarz i trener Christoph Dieckmann. W 2013 r. urodziła córkę Zofię - mieszkają w Salonikach.

## Źródła
- https://www.olympic.org/maria-tsiartsiani
- http://www.fivb.org/EN/BeachVolleyball/Player_DataDB.asp?No=103084
- https://web.archive.org/web/20121025165546/http://www.sports-reference.com/olympics/athletes/ts/maria-tsiartsiani-1.html